# Pałac Balów w Tuligłowach
Pałac Balów – pałac znajdujący się we wsi Tuligłowy w obwodzie lwowskim (Ukraina). Zbudowany został w latach 1898-1899 według projektu lwowskiego architekta Władysława Halickiego w stylu francuskiego neorenesansu. 
W niektórych źródłach jako architektów pałacu wymienia się Ferdinanda Fellnera i Hermanna Helmera, autorów projektu Kasyna Szlacheckiego we Lwowie. 
Budynek murowany, dwukondygnacyjny, na planie zbliżonym do kwadratu. Autorem dekoracji rzeźbiarskiej, uważanej za najbogatszą ze wszystkich rezydencji pałacowych obwodu lwowskiego, był lwowski rzeźbiarz Piotr Harasimowicz.

## Historia i stan obecny
Na początku XIX wieku dobra w Tuligłowach były własnością Ossolińskich, od których wieś przeszła w ręce rodu Balów herbu Gozdawa. Stanisław Bal i jego żona Maria Bal w latach 1898–1899 zbudowali nowy, duży pałac. Maria była muzą malarza Jacka Malczewskiego, którego drewniana pracownia znajdowała się w pałacu. 
Po agresji ZSRR na Polskę w 1939 roku pałac został znacjonalizowany, a Balowie opuścili Tuligłowy.
W 1954 roku w dawnej rezydencji umieszczono przychodnię przeciwgruźliczą, kierował nią Wołodymyr Pankiw, który był głównym lekarzem do 1958 roku. Decyzją Sejmiku Obwodu Lwowskiego z dnia 9 czerwca 2017 roku zakończyła działalność. Przed zamknięciem dokonano naprawy dachu, pokryto go blachodachówką. W 2020 roku władze przestały pilnować budynku, który stał otwarty.
Pałac jest własnością Samorządu Obwodu Lwowskiego. Nie został wpisany do Państwowego Rejestru Zabytków Nieruchomych Ukrainy i nie posiada oficjalnego statusu zabytku architektury. 23 listopada 2022 roku pałac przekazano muzeum historycznemu w Winnikach.
Do pałacu można wejść od strony dziedzińca przez przeszkloną werandę, obok której znajduje się półkolista oficyna z wysokimi oknami. Balkony posiadają kute metalowe ogrodzenia. Do pałacu przylega duży park. Dobrze zachowały się masywne drewniane schody (podobne do tych w Kasynie Szlacheckim we Lwowie), rzeźbiony herb Balów, fragmenty, sztukaterie na stropach. W pobliżu pałacu znajduje się oficyna, która z uwagi na kolumnowy portyk przypomina dworek, a obok niej stoją dawne zabudowania gospodarcze.
Na terenie cmentarza w Tuligłowach, naprzeciwko bramy głównej, zachowały się ruiny kaplicy rodowej Balów. Jest to budowla w stylu klasycystycznym, na rzucie prostokąta z trójbocznie zamkniętą częścią ołtarzową. Kaplicę wybudowano na początku XX wieku. W tympanonie frontonu widnieje herb rodowy Balów. We wnętrzu zachowały się kamienne epitafia siedmiu członków rodu. W podziemiach kaplicy pochowano co najmniej siedmioro członków rodziny.
Pałac wchodzi w skład planowanego szlaku turystycznego Korolowski Szlacz, który będzie przebiegał ze Lwowa przez Komarno, Tułigłowy, Wysznię, Sambor i Ławrów. Inicjatorem rozwoju szlaku jest Ihor Tymets, dyrektor Muzeum Historycznego i Lokalnego w Winnikach.

## Galeria

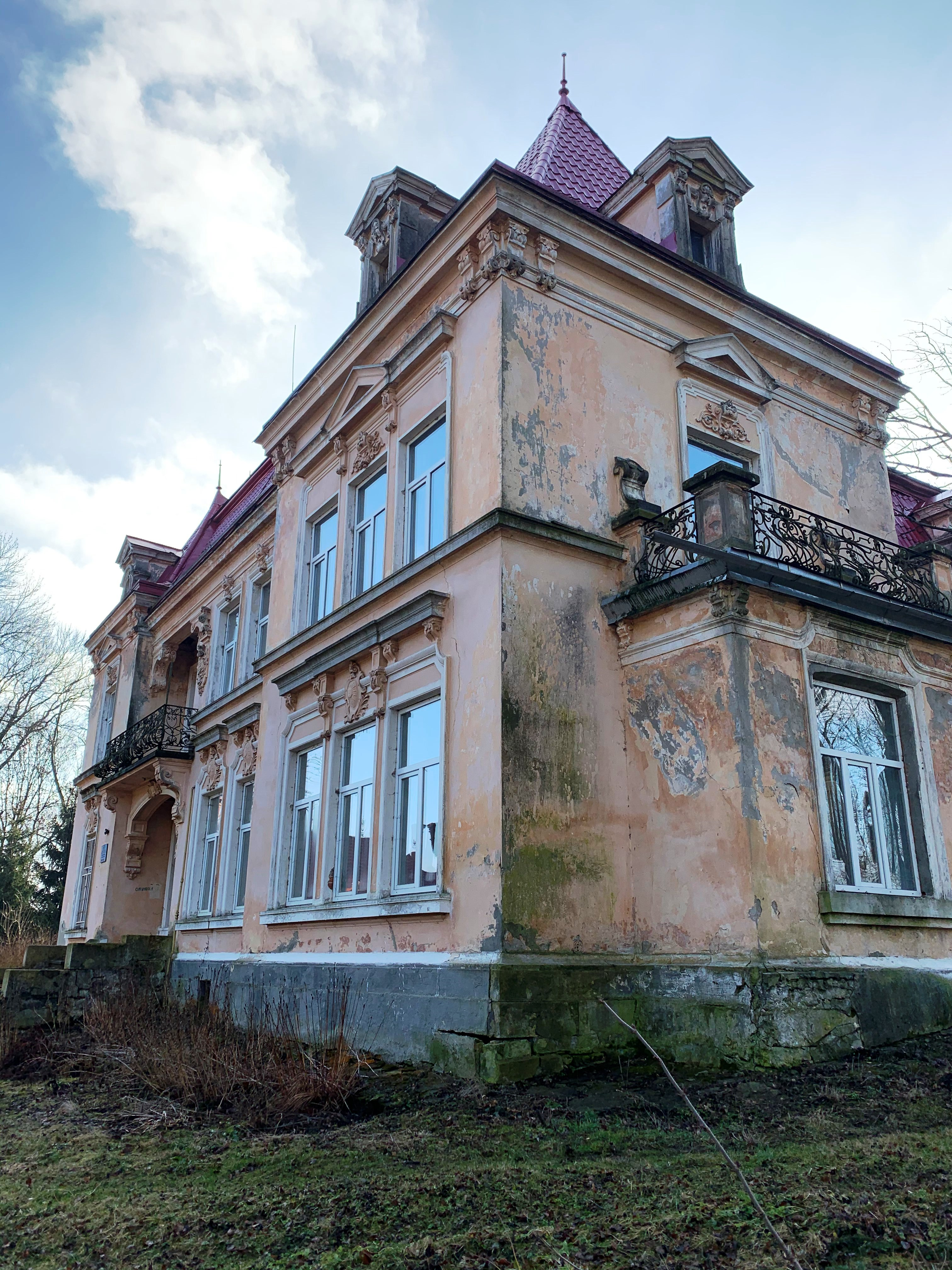
Pałac Balów
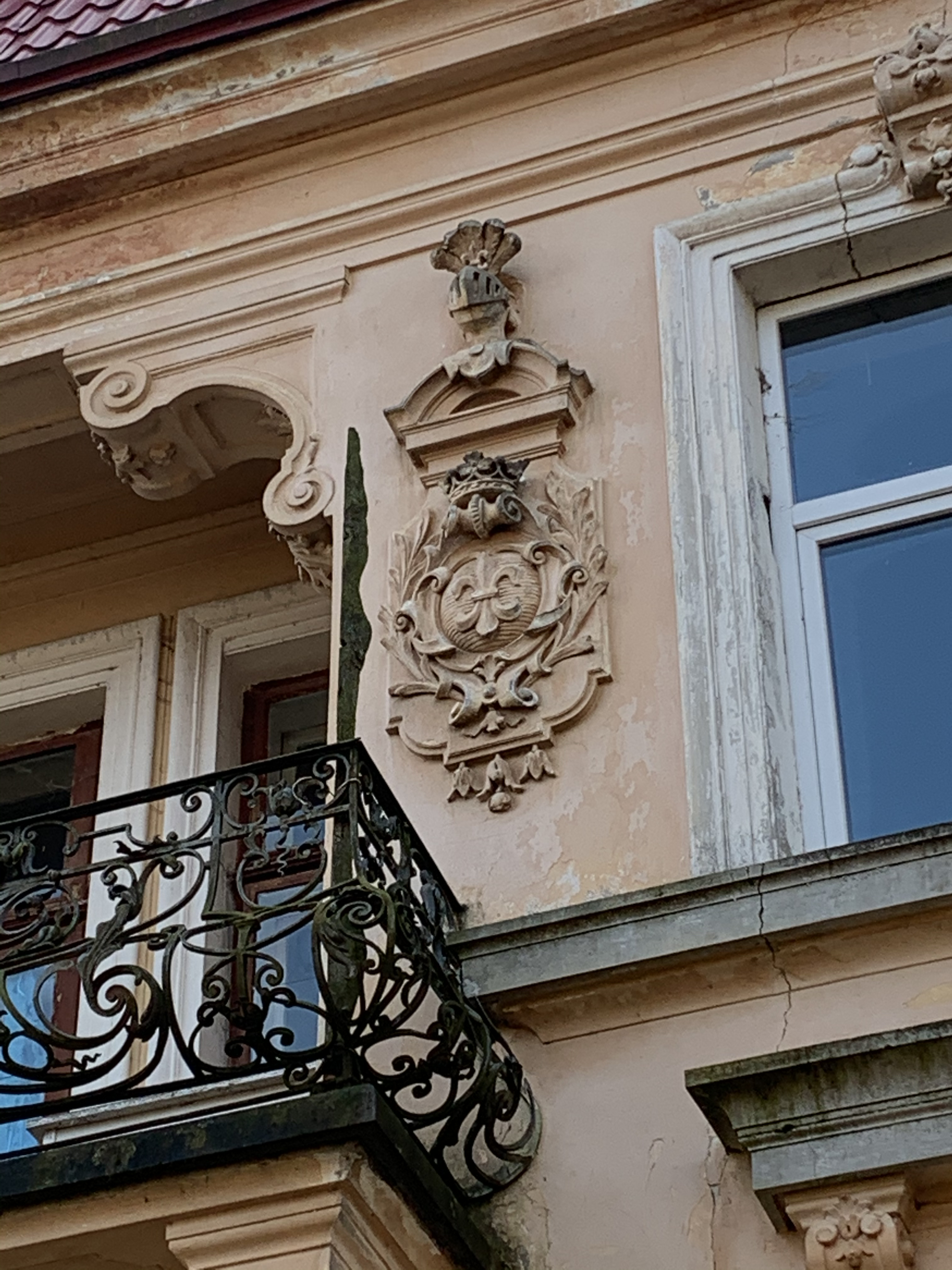
Rzeźbiony herb rodziny Balów
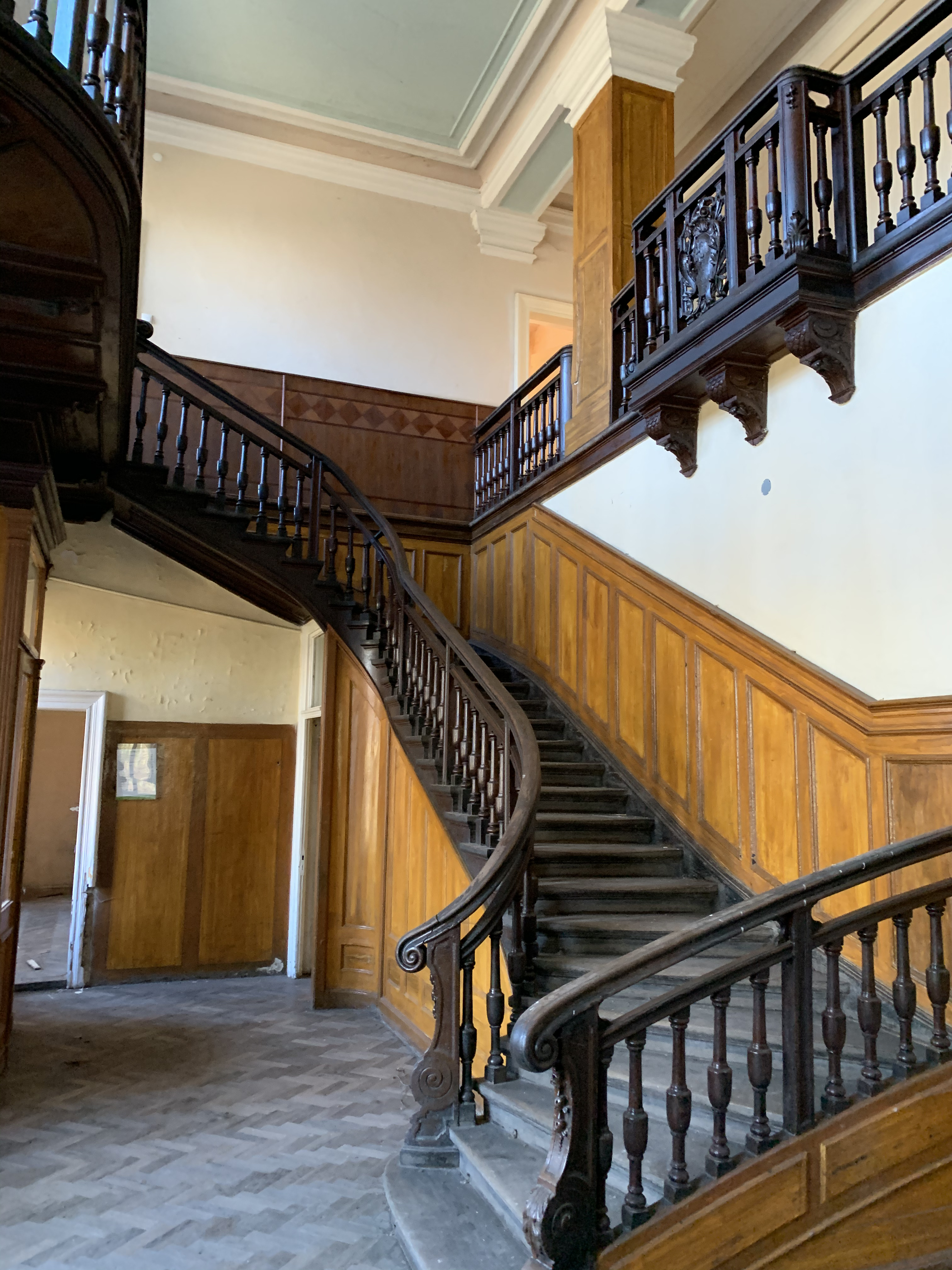
Wielkie schody
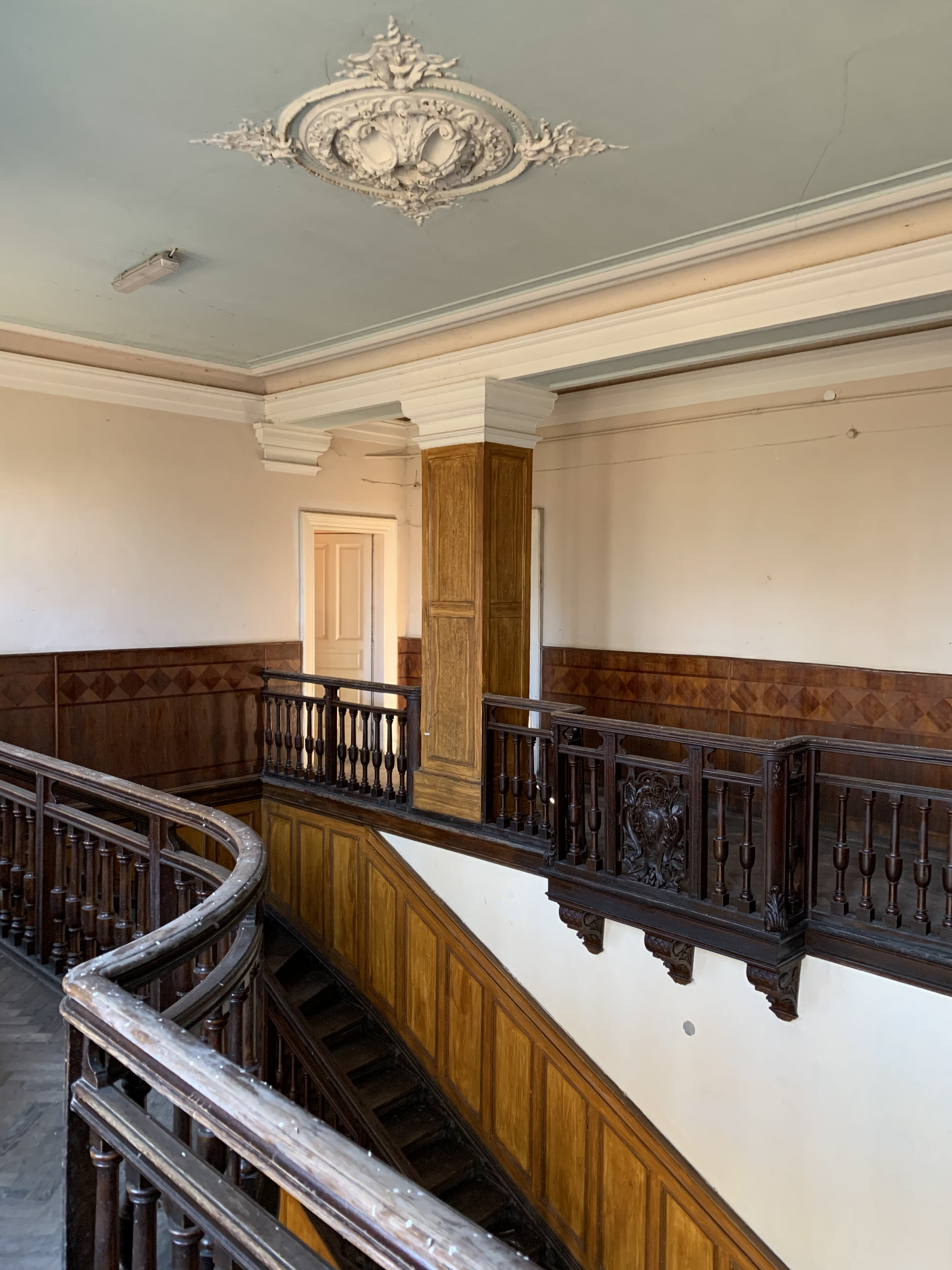
Galeria na drugim piętrze
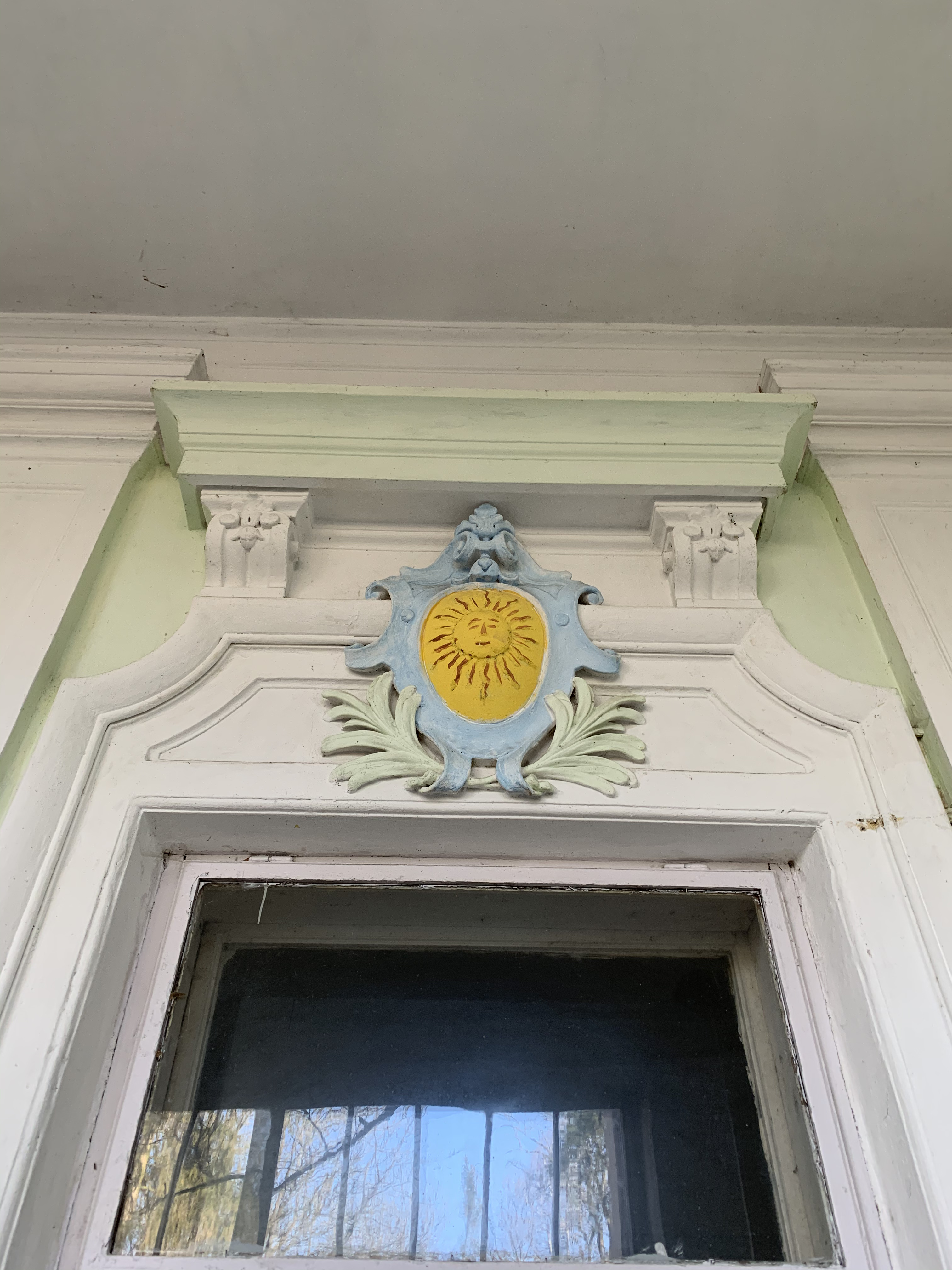
Fragment wnętrza
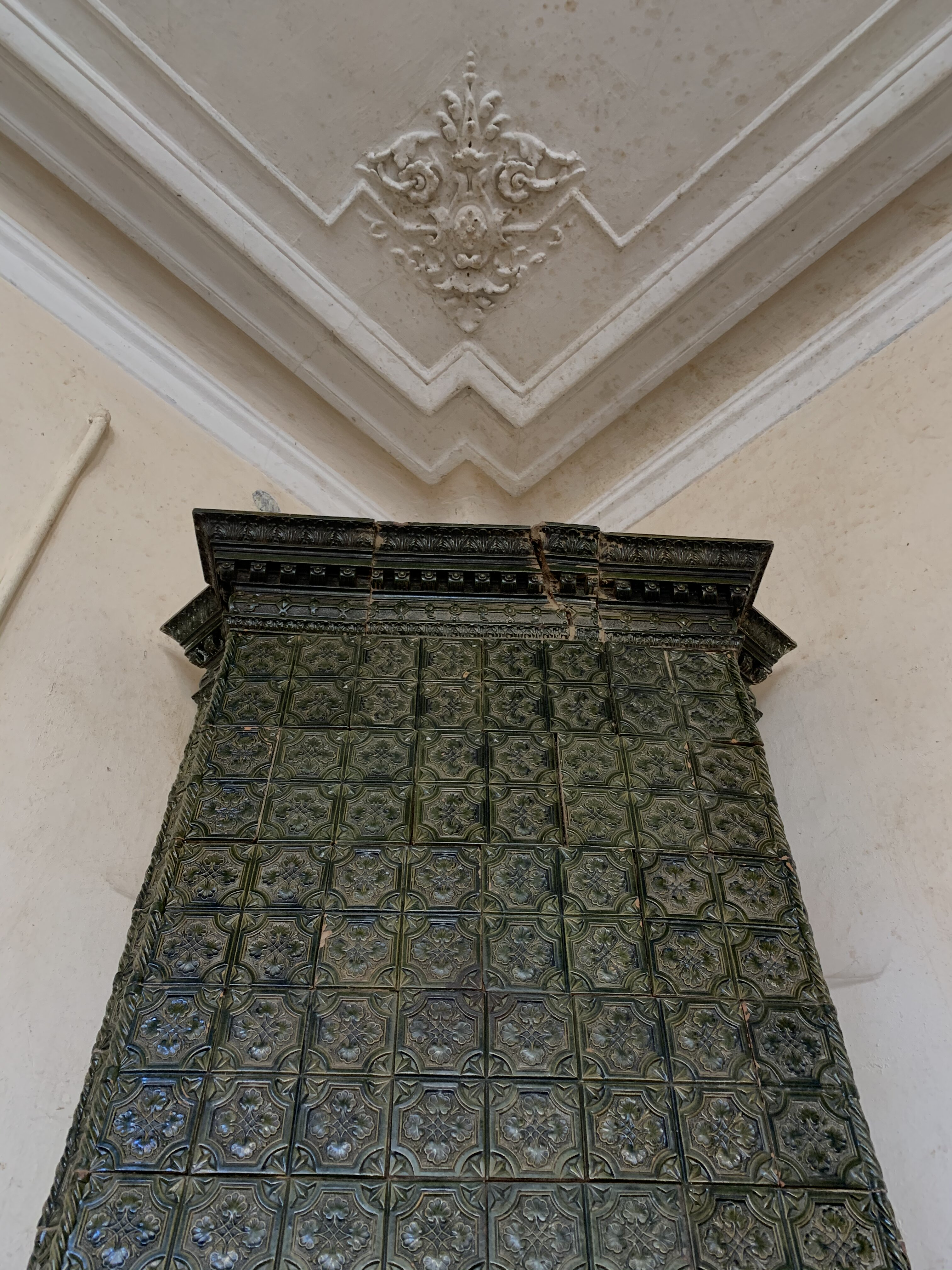
Piec i sztukaterie na suficie